# Temsamane (commune)
Pour les articles homonymes, voir Temsamane.
Temsamane est une commune rurale de la province de Driouch, dans la région de l'Oriental, au Maroc. Elle dispose d'un centre urbain, Kerouna qui est son chef-lieu, ainsi que d'un grand souk.
Dans le cercle du Rif, Temsamane a donné son nom au caïdat qui contient les communes de Oulad Amghar (en), Boudinar, Bni Marghnine (en) et Temsamane.
Temsamane désigne également la tribu rattachée à cette zone géographique.

## Géographie
D'un point de vue géographique Temsamane se situe à une dizaine de kilomètres au sud de la plage méditerranéenne de Sidi Driss": elle est contigüe au Mont Abarrán, connu pour être la prremière grande bataille dirigée par Abdelkrim. Elle surplombe également l'oued d'Ighzar Amekrane.
Kerouna abrite l'administration rurale où l'on retrouve les registres d'états civils et actes authentiques. Krona est également connue pour son grand marché du jeudi, le plus vieux marché du Rif[réf. nécessaire].
Temsaman se situe à environ 30 km de Al Hoceima.

## Population

### Démographie
En 2024, la commune comptait 12 198 habitant pour 3 268 ménages en 2014, on comptait 13 920 habitant pour 2989 ménages. Lors du recensement de 2004, 14937 personnes vivaient dans 2928 foyers, en légère régression depuis 1994 (15314 hbts).

### Éducation
Temsamane est dotée d'un collège et d'un lycée, tous deux situés dans le centre urbain de Kerouna. Une école primaire est également présente dans le village de Ajdir. Un bus scolaire permet aux enfants de se diriger vers Krouna et accéder au collège et au lycée.
En raison de l'absence d'université, les étudiants sont poussés après leurs études secondaires à se diriger vers les universités de Nador ou d'Oujda.